# Caliris melli
Caliris melli es una especie de mantis de la familia Tarachodidae.

## Distribución geográfica
Se encuentra en China.